# James Sinclair (cestista)
James Lamont Sinclair jr. (Savannah, 30 gennaio 1993) è un ex cestista statunitense.

## Palmarès
- Campionato svizzero: 1

Monthey: 2016-17